# Tři vteřiny
Tři vteřiny (v anglickém originále The Informer) je americko-britský akční thriller film režiséra Andrey Di Stefana. Ve filmu hrají Joel Kinnaman, Rosamund Pike, Common, Ana de Armas, Clive Owen. Premiéru měl 30. srpna 2019 ve Spojeném království a v USA byl do kin uveden 6. listopadu 2020.

## Děj
Před několika lety byl Peter Koslow předčasně propuštěn z vězení pod podmínkou, že bude pracovat jako tajný informátor pro newyorskou pobočku FBI. Poté, co se propracoval do polské zločinecké organizace, se chystá poskytnout svému tajnému agentovi Wilcoxovi dostatečné důkazy k obvinění šéfa zločinu Ryszarda „Generála“ Klimka. Koslow se vybavil telegrafem, když pašoval velké množství fentanylu přes polský konzulát s úmyslem doručit ho generálovi. Koslowův spolupracovník Staszek se však dozví o potenciálním kupci a místo toho se odchýlí od plánu. Po setkání s kupujícím Koslow rychle usoudí, že se jedná o tajného policistu. Když vznikne napětí, policista se pokusí Koslowa zatknout, ale Staszek ho zabije. Když to Koslowovi kumpáni slyší v telefonu, opustí ho. Koslow a Staszek jsou předvedeni před generála a Koslowovi je řečeno, že se bude muset vrátit do vězení, aby mohl generálovým jménem řídit obchod s drogami. Koslow, zpočátku váhavý, souhlasí poté, co jsou ohroženy životy jeho manželky a dcery.
Wilcox informuje Koslowa, že bude i nadále působit jako informátor, zatímco bude ve vězení, a na oplátku bude po dokončení vyšetřování propuštěn. Mezitím detektiv newyorské policie Grens začíná vyšetřovat vraždu tajného agenta a podezřívá polskou mafii. Získává záznamy z bezpečnostních kamer, na kterých Koslow odchází z místa činu a projíždí kolem vozidlo FBI. Generál a jeho manželka se s Koslowem a jeho ženou Sofií navštíví, aby se připravili na Koslowův návrat do vězení. Následující den Koslow poruší podmínku. Grens se setkává s Wilcoxem a Montgomerym, kteří popírají, že by o vraždě věděli. Mluví také se Sofií, která odmítá prozradit informace o svém manželovi. Mezitím Koslow začíná s distribucí drog, ale je zmařen zkorumpovaným vězeňským dozorcem Slewittem, který pracuje pro Smileyho Phelpse, šéfa vězeňského gangu, který má vliv na obchod s drogami. Koslow je téměř zabit, dokud Smileymu neprozradí, že je informátorem, který pracuje na zničení generála, Smileyho konkurence. Koslow volá o pomoc Wilcoxovou, ale ta mu nemůže pomoci poté, co Montgomery nařídí Koslowa „upálit“, aby ukryl zapojení FBI do operace, která vedla k vraždě policisty v utajení. Koslow poté volá Sofii a žádá ji, aby Grensovi předala tajné zvukové nahrávky, které natočil při rozhovoru s Wilcoxem.
Wilcox neochotně prozradí generálovu právníkovi, že Koslow je informátor FBI, a generál nařídí jeho a jeho rodinu zabít. Koslow je napaden a téměř zabit polským gangsterem, ale podaří se mu útočníka zkrotit. V zoufalém aktu vezme Slewitta jako rukojmí a uvrhne ho do bezvědomí. Mezitím Wilcoxová konfrontuje Sofii a zmocní se nahrávek. Ve vězení převzal Montgomery velení nad situací s rukojmími a Koslow, s využitím svých minulých zkušeností jako odstřelovač amerických speciálních jednotek, provede únikový prostředek, když si vymění uniformy se Slewittem a strategicky umístí za ně propanbutanovou lahev, což způsobí, že odstřelovač omylem zabije Slewitta a zasáhne lahev, což spustí masivní explozi. Staszek a další polský gangster se pokusí zabít Koslowovu rodinu, ale dorazí Grens a zmaří jejich pokus. Grens je postřelen, ale Sofia ho zachrání a oba gangsteři jsou nakonec zabiti.
Koslow je převezen sanitkou a probudí se, když zjistí, že jeho doprovod je Wilcox. Dovolí Koslowovi uprchnout jako odplatu za své činy. V New Yorku Wilcox konfrontuje Montgomeryho a nechá ho zatknout poté, co na sobě natáhne nahrávku, jak vyhrožuje Koslowovi zabitím, aby zakryl jeho činy. Grens a Wilcox se spojí, aby Koslowovi pomohli a ochránili jeho rodinu, a Koslow se tak ukryje, dokud nebude vyšetřování FBI ohledně korupce ukončeno a on se nebude moci stát svobodným mužem.

## Obsazení
| Joel Kinnaman        | Pete Koslow (český dabing: Filip Jančík)     |
| Rosamund Pike        | Wilcoxová (český dabing: Dana Černá)         |
| Ana de Armas         | Sofia (český dabing: Zuzana Ščerbová)        |
| Common               | Grens (český dabing: Petr Gelnar)            |
| Clive Owen           | Montgomery (český dabing: Aleš Procházka)    |
| Martin McCann        | Riley (český dabing: Petr Neskusil)          |
| Ruth Bradley         | Cat (český dabing: Nina Horáková)            |
| Arturo Castro        | Gomez (český dabing: Václav Šanda)           |
| Sam Spruell          | Slewitt (český dabing: Pavel Tesař)          |
| Jenna Willis         | Nadia (český dabing: Irena Máchová)          |
| Miroslaw Haniszewski | Prosky (český dabing: Bohdan Tůma)           |
| Eugene Lipinski      | Klimek (český dabing: Zdeněk Maryška)        |
| Charles Mnene        | Midas Jones (český dabing: Zdeněk Podhůrský) |
| Ignacy Rybarczyk     | Kalash (český dabing: Ondřej Kavan)          |
| Matthew Marsh        | Warden Leinart (český dabing: Pavel Rímský)  |

Český dabing, v překladu Radka Stanka, s dialogy a režií Veroniky Veselé, vyrobilo Barrandov Televizní Studio v roce 2021.